# Martín Vassallo Argüello
Martín Vassallo Argüello (Temperley, 10 febbraio 1980) è un ex tennista argentino.

## Carriera
A livello ATP ha vinto un solo titolo, ad Acapulco 2007 in coppia con Potito Starace.
Nei tornei dello Slam ha raggiunto il terzo turno al Roland Garros 2006 dopo aver superato le qualificazioni.
In Coppa Davis ha giocato e vinto due match con la squadra argentina.

## Statistiche

### Doppio

#### Vittorie (1)
| Legenda                                                |
| Grande Slam                                            |
| ATP World Tour Finals                                  |
| ATP Master Series / ATP Masters 1000                   |
| ATP International Series Gold (1) / ATP World Tour 500 |
| ATP International Series / ATP World Tour 250          |

| Numero | Data         | Torneo                              | Superficie  | Compagno       | Avversari in finale       | Punteggio |
| 1.     | 3 marzo 2007 | Abierto Mexicano de Tenis, Acapulco | Terra rossa | Potito Starace | Lukáš Dlouhý Pavel Vízner | 6–0, 6–2  |